# Geschützter Landschaftsbestandteil Hangweide und Gehölzstreifen Werninghausen

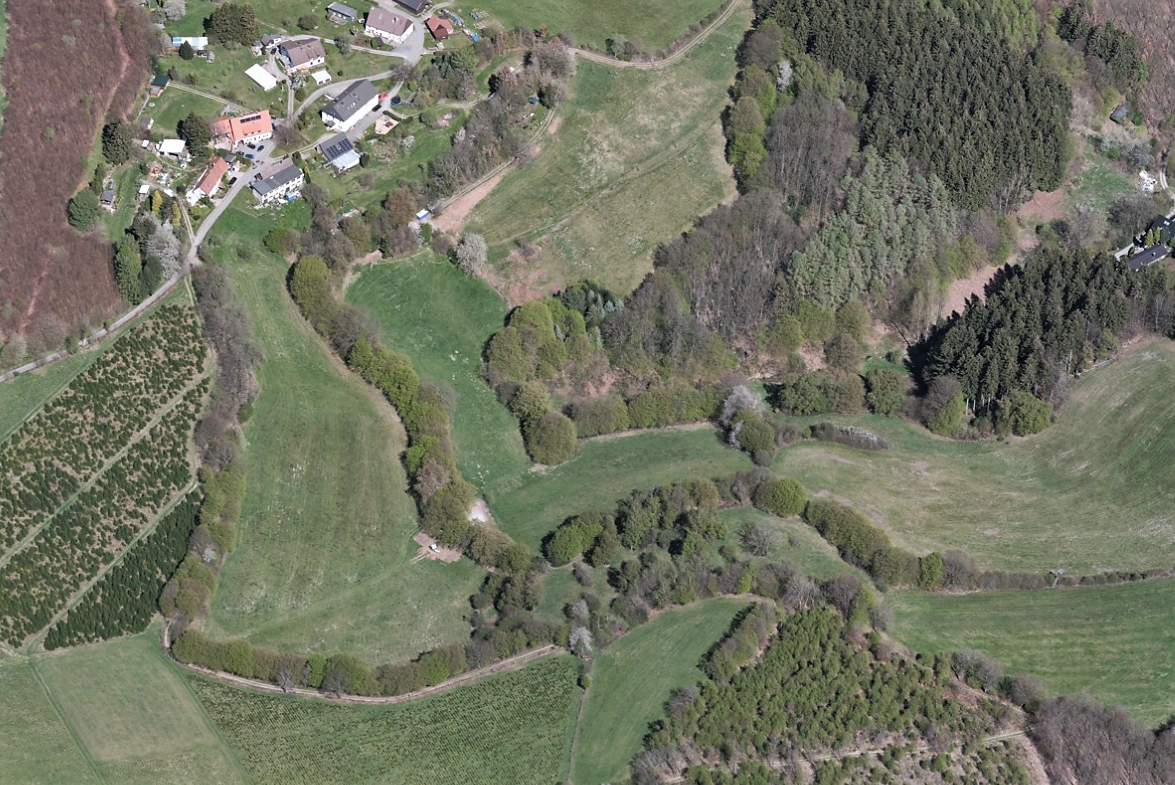
Geschützter Landschaftsbestandteil Hangwiese und Gehölzstreifen Werninghausen

Der Geschützte Landschaftsbestandteil Hangweide und Gehölzstreifen Werninghausen mit einer Flächengröße von 1,55 ha liegt auf dem Gebiet der kreisfreien Stadt Hagen in Nordrhein-Westfalen. Der LB wurde 1994 mit dem Landschaftsplan der Stadt Hagen vom Stadtrat von Hagen ausgewiesen.

## Beschreibung
Beschreibung im Landschaftsplan: „Der Landschaftsbestandteil liegt südlich von Werninghausen. Es handelt sich um eine Hangweide mit einzelnen Birken, Eschen, Hülsen und Weißdorngebüschen sowie alten Grenzhecken.“

## Schutzzweck
Laut Landschaftsplan erfolgte die Ausweisung „zur Sicherung der Leistungsfähigkeit des Naturhaushalts durch Erhalt eines Lebensraumes für die Lebensgemeinschaften magerer Wiesen und Weiden sowie eines Nist-, Brut-, Nahrungs- und Rückzugsbiotops für Vögel und Kleinsäuger“.